# 天津市规划展览馆
天津市规划展览馆坐落于天津市河北区的意式风情区博爱道30号，于2009年1月23日正式落成开放。建筑面积15000平方米，其中布展面积10000平方米。

## 概况

天津中心城区规划沙盘

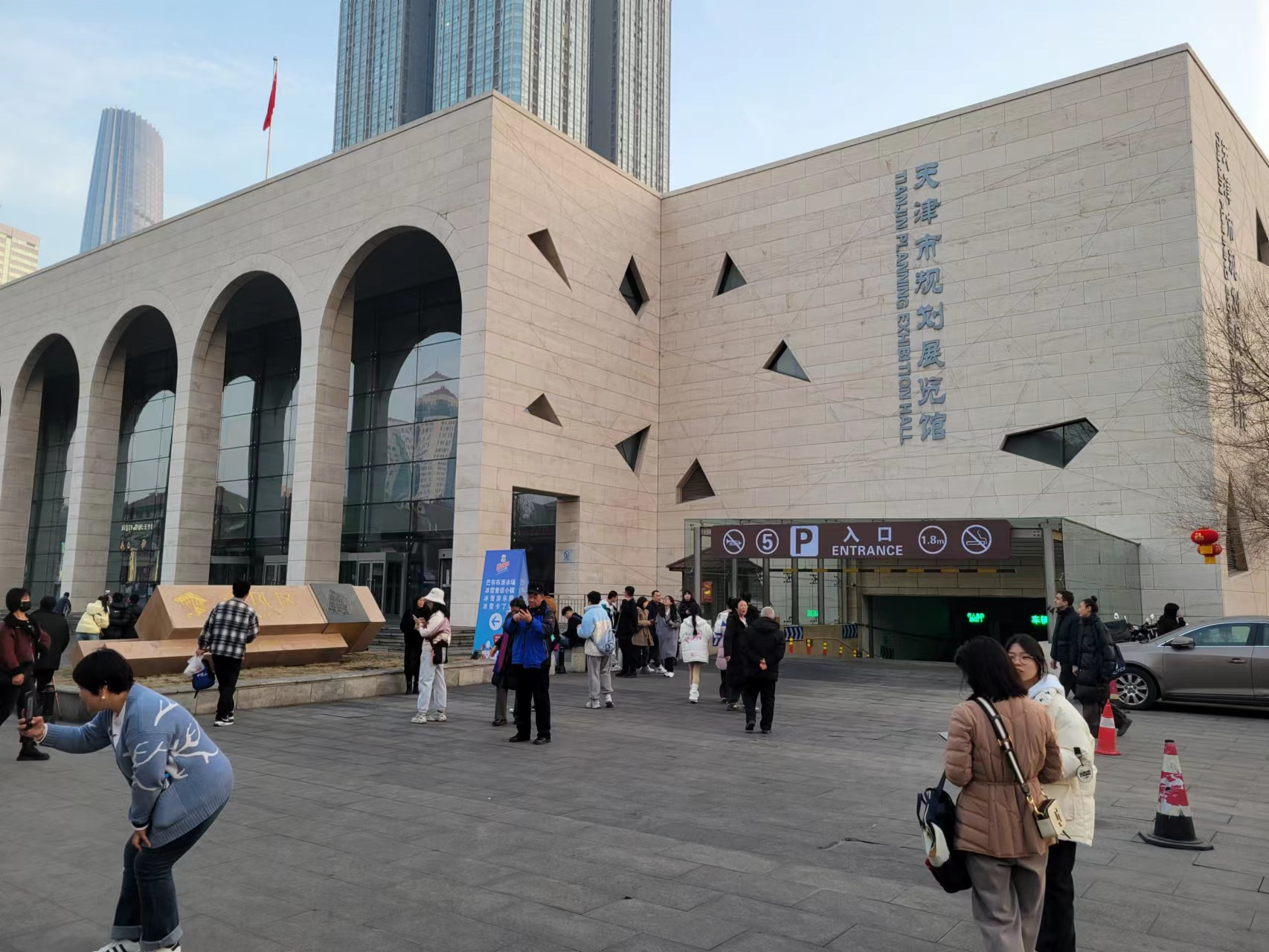
天津市规划展览馆

天津市规划展览馆共4层，1至3层为展示区，共分为16个展区，其中第1层设历史展区、总体规划展区、交通规划展区、中心城区规划模型展区、公示区；第2层设滨海新区规划展区、海河规划展区、名城保护规划展区、旅游规划展区、海河之旅影厅；第3层设住房、公共设施展区、生态规划展区、环境整治展区、重点地区规划展区、区县展区、城市映像影厅、公众互动参与区等。第4层为办公区。

## 开放事项
- 每周二至周日9：00—16：30（重要接待任务除外）；闭馆前三十分钟停止领票，周一闭馆（节假日除外）。
- 费用免费。